# Скандза

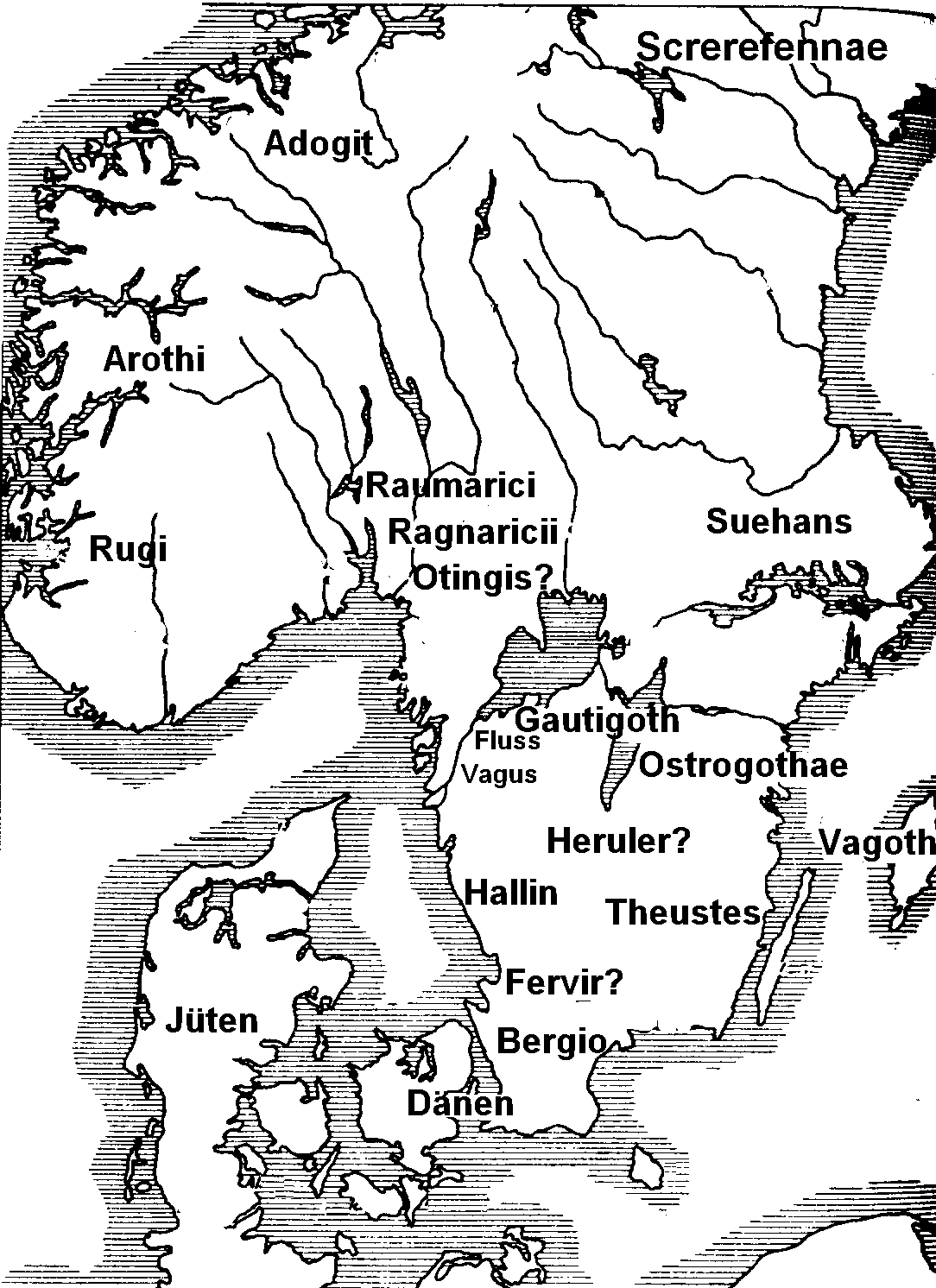
Можлива карта Скандзи з позначенням племен

Готико-візантійський історик Йордан у своїй праці «Гетика» описав Скандзу як «великий острів». Острів був розташований в арктичних регіонах моря, яке оточувало світ. Зазвичай його місцезнаходження ототожнюють зі Скандинавією.
Йордан був римським громадянином, який жив у Константинополі, але називав себе готом за походженням. Його «Гетика», написана в 551 році нашої ери, подає історію готів, починаючи зі Скандзи, звідки вони пізніше мігрували до Готікскандзи, поблизу гирла річки Вісла. Шведський археолог Ґоран Бюренхульт описує цю історію як унікальний погляд на племена Скандинавії VI століття.

## Географічний опис крізь призму історії

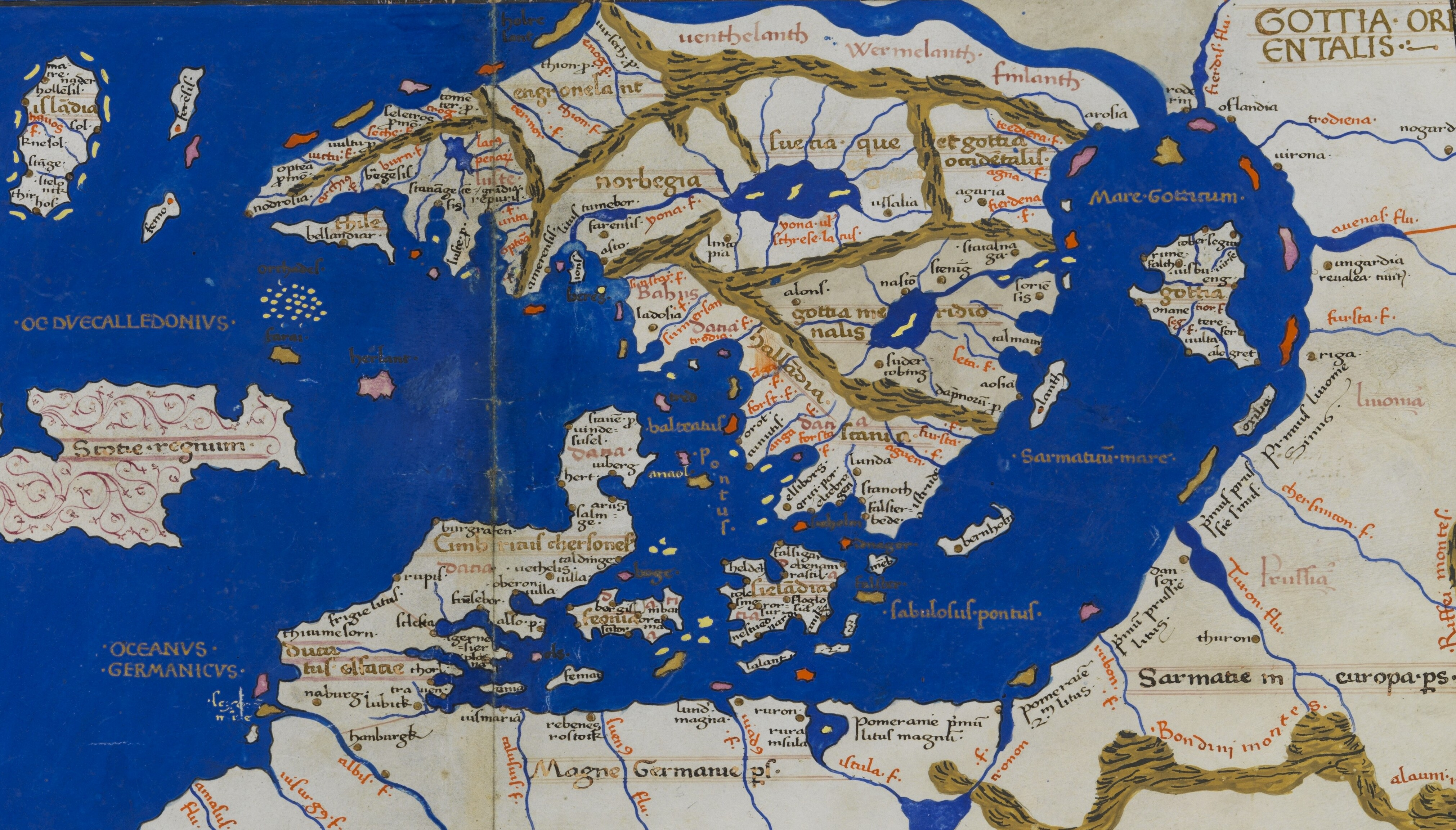
Карта Скандзських островів Ніколауса Германуса для видання Cosmographia Claudii Ptolomaei Alexandrini 1467 року

Ранні грецькі та римські географи використовували назву Скандія для різних незвіданих островів у Північній Європі. Назва походить з грецьких джерел, які тривалий час використовували її для позначення різних островів у Середземноморському регіоні. В «Іліаді» цією назвою позначається стародавнє місто в Кітері, Греція. Перше засвідчене письмове використання назви для північноєвропейського острова з'являється у праці римлянина Плінія Старшого, «Naturalis Historia», що датується приблизно 77 роком нашої ери. Пліній описував «Скандію» як острів, розташований на північ від Британії. Цей острів не схожий на острів, який Пліній називає Скатинавія, розташований біля Кімврії. У «Географії» Клавдія Птолемея, написаній у ІІ столітті нашої ери, Скандія описується як найсхідніший з Скандійських островів, групи островів, розташованих на схід від Кімбрійського півострова. Саме в цьому регіоні Пліній розташовував «Скатинавію».
Коли скандинавські вчені познайомилися з римськими документами у Середньовіччі, Scandiae використовували як альтернативну латинську назву для Terra Scania. Латинський парафраз Сканського права початку XIII століття має назву Lex Scandiae provincialis (Провінційний закон Скандії).

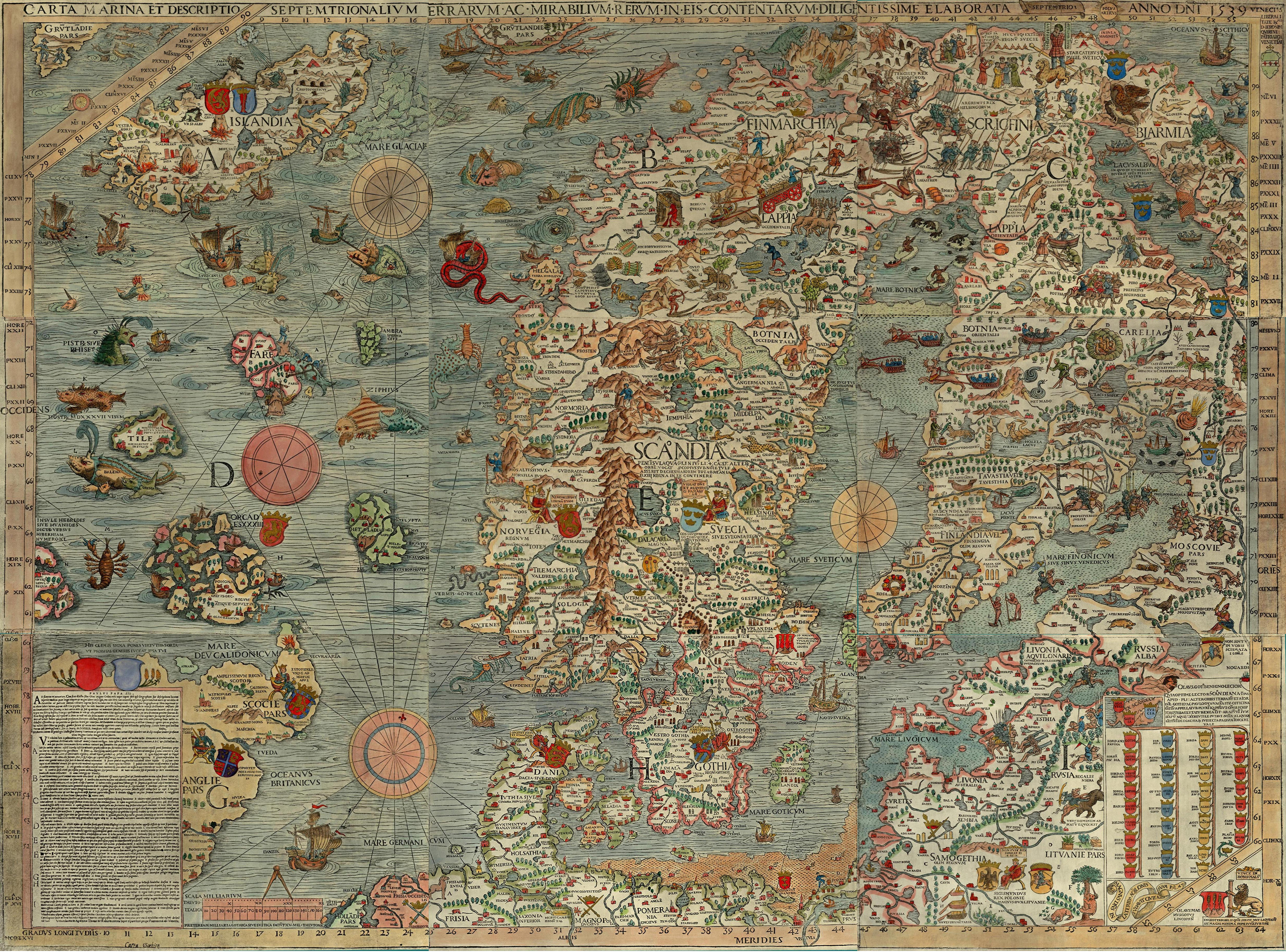
Carta Marina 1539 року Олафа Магнуса.

Йордан посилався на опис Птолемеєм Скандії Птолемеєм «як великого острова, схожого на ялівцевий лист» (тобто довгого, а не круглого), «з опуклими боками, який звужується на півдні на довгому кінці». Він також посилався на опис Помпонія Мели про Коданонію (яку Пліній Старший назвав Скатинавією), розташовану в Коданійській затоці (ймовірно, Каттегат). «Цей острів знаходився перед Віслою і на ньому було велике озеро», «з якого витікала річка Вагус». «З західного і північного боку він був оточений величезним морем», «але на сході був сухопутний міст, який відрізав море на сході, утворюючи Германське море». «Було також багато маленьких островів» (Шведський і Фінський архіпелаги), «де вовки могли проходити, коли море замерзало. Взимку країна була жорстокою не тільки до людей, але й до диких звірів. Через сильний холод не було роїв медоносних бджіл».
У XVI столітті Олаф Магнус, шведський картограф, знайомий з працями Плінія, створив карту, на якій розмістив назву «Скандія» посеред сьогоднішньої Швеції. На карті Олафа Магнуса ця назва позначає територію, що включає «Свекію» (Свеаланд), «Готію» та «Норвегію», де він розмістив різні племена, описані античними географами.
Хоча це переважно історична назва, Scandia все ще іноді продовжує використовуватися сьогодні як латинська назва Скандинавії. Скандинавська єпископська конференція, єпископальна конференція, що проводиться Католицькою церквою з 1923 року, називається Conferentia Episcopalis Scandiae.

## Сонце в середині літа і темрява в середині зими
На півночі проживав народ адогітів (можливо, маються на увазі мешканці Хологаланду в Норвегії або народ Андоя), який жив у постійному світлі в середині літа (протягом сорока днів і ночей) і в постійній темряві (стільки ж) в середині зими. Через це чергування вони переходили від радості до страждання (перший опис скандинавської зимової депресії). Крім того, сонце, здавалося, проходило вздовж горизонту, а не сходило знизу.

## Жителі
Йордан називає безліч племен, що жили в Скандії, яку він називає лоном народів (у вільному перекладі), і каже, що вони були вищими і лютішими за германців (археологічні дані показують, що скандинави того часу були високими, ймовірно, через їхню дієту). У переліку є кілька випадків, коли ті самі люди згадуються двічі, що, ймовірно, було пов'язано зі збором інформації від різних мандрівників і від скандинавів, які прибували, щоб приєднатися до готів, як, наприклад, Родвульф з Богуслена. Хоча лінгвісти змогли пов'язати деякі імена з регіонами Скандинавії, є й інші, які можуть ґрунтуватися на непорозумінні.
На острові жили скрефенни (тобто саами), які вели мисливсько-збиральницький спосіб життя, харчуючись безліччю дичини на болотах і пташиними яйцями.
Були також суени (шведи), які мали чудових коней, як і тюринги (Сноррі Стурлусон писав, що шведський король VI століття Аділс мав найкращих коней того часу). Вони постачали чорні лисячі шкури для римського ринку і були багато одягнені, хоча жили в бідності.
Були також теусти (жителі регіонуТюст у Смоланді), ваготи (ймовірно, ґотландські ґути), берги (або жителі сотні Б'яре в Сконе, за Л. Вейбуллом, або жителі Кольмордена, за іншими даними), галліни (південний Галланд) і ліотіди (або сотня Луггуде, або Лодде в Сконе, але інші пов'язують їх з Седерманландом), які жили в рівнинному і родючому регіоні, через що часто зазнавали набігів з боку своїх сусідів.
Серед інших племен були ахелміли (ототожнюються з регіоном Гальмстад), фіннайти (Finnhaith-, тобто Finnheden, стара назва Finnveden), фервіри (мешканці Ф'єрської сотні) і ґаутіґути (геати Вестерйотланду), сміливий войовничий народ.
Були також мікси, евагреотінги (або евагри і отінги, залежно від перекладача), які жили як тварини серед скель (ймовірно, через численні городища). Вважається, що назва «евагреотінги» означала «люди острівних городищ», що найкраще підходить для жителів південного Богуслена.
Крім них, були остготи (Естерйотланд), раумаріки (Румеріке), рагнаріції (ймовірно, ранріке, стара назва північної частини Богуслена) та найспокійніші — фіни (ймовірно, друга згадка про саамські народи, змішана без жодної причини). Схожими були і віновілоти (можливо, залишки лангобардів, вініли).
Він також називає суетидів; друга згадка про шведів. Дани були того ж походження і витіснили герулів зі своїх земель. Ці племена були найвищими на зріст.
У тій же області жили гранни (Гренланд), аугандзі (Агдер), еунікси, тетели, руги (Рогаланн), арочі (Гордаланн) і ранії (можливо, жителі Ромсдалена). Герульський король Родульф походив з раніїв, але покинув своє королівство і приєднався до Теодоріха, короля готів.